# Peristedion orientale
Peristedion orientale is een straalvinnige vissensoort uit de familie van de pantserponen (Peristediidae). De wetenschappelijke naam van de soort is voor het eerst geldig gepubliceerd in 1843 door Temminck & Schlegel.